# Australobiosis gladiocincta
Australobiosis gladiocincta är en nattsländeart som beskrevs av Schmid 1989. Australobiosis gladiocincta ingår i släktet Australobiosis och familjen Hydrobiosidae. Inga underarter finns listade i Catalogue of Life.